# George Frederik von Krogh (søofficer)
 Der er flere personer med dette navn, se Georg Frederik von Krogh.
George Frederik von Krogh (1843 i Trondhjem – 1901) var en norsk søofficer.
Han var søn af kontreadmiral Frederik Ferdinand von Krogh og Molly Clasen (1816-1880) og sluttede sin karriere som viceadmiral.
Han var gift med Frederikke Elisabeth Clasen (1849-1910).